# Costituente (linguistica)
Un costituente è una unità sintattica appartenente ad un complesso più articolato, che può essere a sua volta formata da elementi più piccoli.
Al termine "costituente" è tipicamente opposto il termine "stringa", che rinvia ad una sequenza lineare di elementi linguistici.
Tra i costituenti vigono rapporti di dominanza, descritti dalle strutture ad albero secondo la teoria X-barra. Sono detti "costituenti immediati" i costituenti dominati immediatamente da un nodo. A questo proposito, le regole sintattiche (relative a movimento, coordinazione, pronominalizzazione ecc.) possono essere applicate a costituenti e non a stringhe. Ad esempio, non è possibile pronominalizzare il sintagma nominale il ragazzo se non quando esso sia un costituente esaustivamente dominato (exhaustively dominated) dal nodo più alto a capo del sintagma nominale (si può quindi ottenere lo conosco da conosco il ragazzo che hai incontrato ieri). Se invece si pronominalizza il ragazzo quando è la parte sciolta di un costituente più ampio, si ottengono frasi agrammaticali:
Ho visto lui che ho incontrato ieri.